# Mihail, cîine de circ (film)
Mihail, cîine de circ (în germană Freundschaft wider Willen sau Killeny, der singende Hund) este un film de aventuri româno-vest german din 1979, regizat de Sergiu Nicolaescu după un scenariu ce a adaptat romanul omonim al scriitorului englez Jack London. Rolurile principale sunt interpretate de Karl Michael Vogler, Ernest Maftei, Sergiu Nicolaescu, Ilarion Ciobanu, Amza Pellea și Ion Besoiu.

## Rezumat
Plictisindu-se de viața dusă în vila soților Harley și Villa Kennan de pe Insula Stewart, câinele terrier irlandez Mihail fuge să se plimbe pe malul mării. În timp ce câinele se juca pe plajă, el este găsit de Dag Daughtry, steward pe vasul cu aburi Makambo, care-l aduce pe vapor sperând să-l vândă cu 20 de dolari la o cârciumă din Sydney (Australia). Dag îl ascunde în cabina sa, cu complicitatea ajutorului său, băiatul negru Kwaque. Lordul englez spune că va face totul pentru a recupera câinele, anunțând dispariția acestuia. După două zile de căutare a câinelui, Harley și Villa pleacă și ei cu vaporul Ariel. Villa afirmă că Mihail a simțit că nu era iubit și de aceea l-a părăsit pe Harley. 
În timpul drumului cu Makambo, Mihail se transformă dintr-un câine trist într-un câine vesel. Neștiind cum îl cheamă, Dag îl numește Killeny Boy și încearcă să-l dreseze, dar fără prea mare succes. Într-una din zile, pe când Kwaque cânta la muzicuță cântecul popular scoțian My Bonnie is over the Ocean, câinele începe să scheaune pe ritmul muzicii. După ce negrul uită ușa cabinei deschisă, Killeny Boy ajunge pe punte și se încaieră cu un alt câine, iar căpitanul Duncan este mușcat în timp ce încerca să-i despartă. Căpitanul îi cere șefului de echipaj să arunce câinele peste bord, dar Dag se aruncă după el, ambii fiind scoși din apă. După ce i-au fost oblojite rănile, Duncan se duce în cabina stewardului și îi oferă 40 de dolari pentru a cumpăra câinele, dar Dag refuză să-l vândă. Atunci căpitanul îl acuză că a furat câinele de la un om bogat de pe insula Stewart și îi spune că vor trebui să-l înapoieze.
Ajunși la Sydney, Dag și Kwaque coboară de pe vas după ce-l învățaseră pe Killeny să sară prin hublou și să înoate până la țărm, unde ei îl vor aștepta. După mai multe căutări, Dag a găsit un post de stewart pe vasul Mary Turner care pleca în căutarea unei comori. Locul comorii îl știa numai un marinar bătrân pe nume Charles Stough Greenleaf, iar comoara urma să fie împărțită între patru persoane: căpitanul Doane, Grimshaw, Simon Nishikanta și Greenleaf. Dag, Kwaque și câinele Killeny urmau să stea în cabină cu bucătarul chinez Ah Moy și cu papagalul Cocky. Uitându-se cu atenție la Dag, bucătarul decide să plece din cabină și se spală de fiecare dată după ce intră în contact cu acesta, spre nedumerirea stewardului care-l crede nebun. 
Într-una din nopți, Dag îl surprinde pe Greenleaf scoțând dopurile de la butoaiele cu apă. Bătrânul marinar îi spune că nu există nicio comoară; el este un biet om fără casă, scăpat cu greu din azilul săracilor. Greenleaf îi păcălea pe oamenii bogați, scoțându-i din birourile mucegăite pentru a merge în căutarea unei comori imaginare despre care afirmă că se afla pe o insulă unde fusese cu 17 ani în urmă. Provizia de apă rămasă le ajunge numai pentru 10–12 zile, obligându-i să se îndrepte spre baza maritimă britanică din Insulele Marchize. În noaptea anterioară, Dag și Greenleaf fuseseră însă văzuți de căpitan coborând în cala unde se aflau butoaiele. Cei doi sunt acuzați de sabotaj și închiși în cală. Vasul Mary Turner se scufundă în urma unei furtuni violente, iar Dag și Grenleeaf sunt salvați de Kwaque, cu ajutorul câinelui Killeny. Cei patru navighează câteva zile pe mare pe o plută, fiind reperați și salvați de vasul Mariposa care mergea spre San Francisco.
Debarcați la San Francisco, băiatul negru este lovit de trăsura poștei, iar rana sa nu se vindecă. În acest timp, pentru a câștiga bani, Dag dă reprezentanții plătite cu Killeny Boy în cârciumele și restaurantele din oraș. El este invitat la un club, unde dr. Walter Merritt Emory, un important om politic, și Harry Del Mar, proprietarul circului Krown, se oferă să-i cumpere câinele, oferindu-i chiar și 1000 de dolari pe el. Dag refuză, dar apelează la medic pentru a-l consulta pe Kwaque, a cărui rană nu se vindeca. În timpul consultației, dr. Emory îl diagnostichează pe steward ca suferind de lepră și îi internează cu forța pe amândoi într-o leprozerie. Diagnosticul este confirmat de medicul Edmond Masters. 
Dr. Emory ia câinele marinarului, dar Del Mar i-l fură într-o noapte și-l trimite cu trenul la circul Krown din New York. Trăsura lui Del Mar este lovită de tren în urma unui accident, iar proprietarul circului moare în acel accident. Lada cu câinele ajunge la Mary Collins, asociata lui Del Mar; ea fusese anunțată printr-o telegramă că animalul trimis de Harry Del Mar este un câine minunat, fără a i se preciza ce știe să facă. Doamna Collins își dă seama că animalul „cântă” și-l face o vedetă a spectacolelor de circ. La un astfel de eveniment, Villa și Harley Kennan îl recunosc pe Mihail în câinele care cântă și-l cumpără de la proprietara circului.
Între timp, în leprozerie, Dag este deprimat pentru că nu i se aduce câinele. Într-o noapte furtunoasă, Greenleaf pătrunde în leprozerie și-i anunță pe Dag și Kwaque că a găsit un cuter Betleem cu care să pornească în căutarea de comori. El le spune că a venit să-i scoată de acolo pentru a merge cu el. Dag refuză pe motiv că este bolnav contagios, dar Greenleaf îi spune că poate să-și trăiască altfel timpul rămas din viață, într-un mod mai demn. Cei trei fug din leprozerie și se îmbarcă pe vapor pentru a merge spre Insula Stewart.
Mihail s-a întors la vila familiei Kennan după răscumpărarea sa de la circ. Ajuns acolo, câinele se simte iarăși trist. Într-una din zilele în care alerga pe malul mării, el îl reîntâlnește pe Dag, așa cum se întâmplase mai demult.

## Distribuție
- Karl Michael Vogler — stewardul Dag Daughtry
- Ernest Maftei — Charles Stough Greenleaf, marinar fugit din azilul săracilor
- Sergiu Nicolaescu — lordul Harley Kennan, proprietarul lui Mihail
- Ilarion Ciobanu — căpitanul Duncan de pe vasul Makambo
- Amza Pellea — dr. Walter Merritt Emory din San Francisco
- Ion Besoiu — Harry Del Mar, proprietarul circului Krown din New York
- Vincent Osborne — negrul Kwaque, ajutorul lui Dag Daughtry
- Hans W. Hamacher — căpitanul Doane de pe vasul Mary Turner
- Ileana Popovici — Villa Kennan, soția lui Harley
- Anthony Chinn — bucătarul chinez Ah Moy de pe Mary Turner
- Cornel Gîrbea — Grimshaw, om de afaceri
- Colea Răutu — Simon Nishikanta, om de afaceri
- Mircea Albulescu — dr. Edmond Masters, medicul șef al orașului San Francisco
- Dina Mihalcea — doamna Mary Collins, asociata lui Del Mar
- Valeria Gagealov — Mary, soția dr. Emory
- Ștefan Mihăilescu-Brăila — recrutorul de matrozi din Sydney
- Ion Anestin — marinar dintr-un bar din San Francisco
- Constantin Băltărețu — chelner din San Francisco
- Vladimir Găitan — sergent de poliție
- Doru Năstase
- Alexandru Dobrescu — pasager pe Makambo
- Mircea Crețu
- Gheorghe Visu — valetul Simon al lordului Kennan
- Dinu Gherasim
- Ion Andrei
- Titus Gurgulescu
- Ovidiu Georgescu
- Alexandru D. Lungu — chelner din San Francisco
- Alexandru Rioșanu
- Cristian Irimia
- Tamara Popescu
- Nicolae Dide
- Dumitru Crăciun — dresorul John de la circul Krown
- Ion Colan
- Virgil Andronic
- Tiberiu Puică
- Ionel Albert
- Păstorel Ionescu — dansator
- Jana Vîntoiu
- Vasile Popa — agent de poliție

## Producție

### Pregătiri pentru realizarea filmului
Potrivit genericului, scenariul acestui film a fost scris de Dumitru Carabăț și Rüdiger Bahr. Filmul a fost realizat în coproducție de Casa de Filme 5 și compania germană Tele München Fernseh GmbH + Co. Produktionsgesellschaft.
Începuturile acestui film au fost destul de zbuciumate. Scenariul inițial purta titlul „Jerry Insularul” și era o adaptare a romanelor Mihail, câine de circ (1917) și Mihael și Jerry (1917) scrise de romancierul american Jack London. Filmul urma a fi regizat de Sergiu Nicolaescu. Aceasta nu era prima colaborare între cei doi. Carabăț fusese redactorul părții a II-a (Unirea) a filmului Mihai Viteazul (1971) și scrisese scenariul filmului Accident (1977), după o idee a lui Sergiu Nicolaescu.
Proiectul filmului „Jerry Insularul” a fost analizat în martie 1978 de Casa de Filme 5. Lucrările de pregătire au început la 15 martie 1978, în următoarele două lunii fiind purtate discuții la București și la München cu studioul german Tele München Fernseh GmbH + Co. Produktionsgesellschaft, filmul urmând a fi realizat în coproducție. Partenerul german a venit cu o serie de propuneri, iar scenariul lui Dumitru Carabăț, care fusese deja achiziționat de studioul românesc, a fost abandonat în favoarea altei variante. Actorul și regizorul german Rüdiger Bahr, care mai colaborase anterior cu Sergiu Nicolaescu ca actor în serialul de televiziune Lockruf des Goldes (1975), a modificat semnificativ scenariul filmului, rescriind porțiuni întregi din el.
Protagonistul filmului era câinele Fluffy, un terrier irlandez de doi ani, care a fost ales în urma unui casting organizat printre căței la canisa contesei Stauffenberg, de lângă Frankfurt. Regizorul a stat două zile în castelul contelui Stauffenberg, fratele lui Claus von Stauffenberg, colonelul care a fost implicat în Operațiunea Walkiria din iulie 1944 prin care s-a încercat uciderea lui Hitler și răsturnarea prin forță a regimului hitlerist. În final a fost ales câinele Fluffy, care nu fusese dresat și nu apăruse până atunci în filme. Nicolaescu a călătorit, împreună cu câinele, din Germania până la București. Pe drum, câinele s-a împrietenit cu regizorul. Tânărul terrier a fost dus apoi la dresaj la o școală militară din Snagov, dar Nicolaescu a fost chemat urgent după mai puțin de o lună deoarece „câinele refuza să mănânce și era într-o stare jalnică”. Regizorul a adus câinele la el acasă, iar în timpul filmărilor cei doi au locuit în aceeași cameră de hotel. Nicolaescu a învățat câinele să cânte, el afirmând că „am fost și dresor în viața mea”.

### Filmări
Mihail, cîine de circ a fost realizat în studiourile Centrului de Producție Cinematografică București. Filmările au început la 25 septembrie 1978 și s-au desfășurat la Constanța și București până la 29 noiembrie 1978. Ulterior, au mai fost filmate câteva cadre în Bulgaria.  Filmările s-au desfășurat cu dificultate din cauza dresajului insuficient al câinelui. Scenaristul Dumitru Carabăț nu a participat la realizarea filmului, el afirmând că „nu a mai avut de-a face cu filmul decât cu ocazia unei treceri întâmplătoare la o filmare exterioară, în București”.  Cascadoriile au fost coordonate de Szabolcs Cseh. 
Partenerul german a adus cu el câțiva actori și tehnicieni. Pe lângă actorii români au jucat în film și actori străini: germanii Karl Michael Vogler și Hans W. Hamacher, guyanezul de origine chineză Anthony Chinn, precum și cântărețul de operă britanic Vincent Osborne (originar din Saint Kitts și Nevis). Muzica a fost compusă de Bert Grund, iar montajul filmului a fost realizat de Adolph Schlyssleder. Sergiu Nicolaescu a colaborat cu unii dintre aceștia și la filmele următoare: cu compozitorul Bert Grund la Ultima noapte de dragoste (1980) și cu actorul Karl Michael Vogler la Ringul (1984).
După terminarea filmărilor, Sergiu Nicolaescu a trebuit să returneze câinele Fluffy care s-a reîntors la castelul Stauffenberg. Regizorul afirma ulterior că a rămas legat sufletește de el: „Dar de uitat, nu l-am uitat. Într-un fel el a rămas câinele meu.”.
Filmul a fost vizionat de cei doi coproducători la 20 aprilie 1979, iar scenaristul Dumitru Carabăț s-a declarat nemulțumit că nu s-a respectat scenariul său și a cerut ca numele său să nu fie menționat pe genericul și în publicitatea filmului. Cu acel prilej, Dumitru Fernoagă, directorul Casei de Filme 5, a notat: „Se aprobă, dar e prost! Scandal cu Carabăț, care nu-și recunoaște opera.” Reprezentanții Consiliului Culturii și Educației Socialiste (C.C.E.S.) au vizionat filmul la 11 iunie 1979, iar producția cinematografică a fost aprobată fără modificări.  Copia standard a fost finalizată la 11 iunie 1979. Cheltuielile de producție s-au ridicat la 5.826.000 lei.

## Recepție
Premiera filmului a avut loc la 3 septembrie 1979 fără vreun spectacol de gală și în lipsa regizorului Sergiu Nicolaescu. Pe afișul filmului și în cronica din revista „Cinema” nu a fost menționat numele scenaristului și nici numele lui Ilarion Ciobanu, unul dintre interpreții principali. Premiera sa în RDG a avut loc la 9 mai 1980. 
Filmul Mihail, cîine de circ a fost vizionat de 2.818.121 de spectatori la cinematografele din România, după cum atestă o situație a numărului de spectatori înregistrat de filmele românești de la data premierei și până la data de 31.12.2006 alcătuită de Centrul Național al Cinematografiei.
Într-un articol publicat în 1979 în revista „Cinema”, jurnalista Adina Darian a lăudat ideea originală a regizorului de a privi lumea din perspectiva unui câine, criticând în același timp acțiunea cam banală și inexpresivitatea patrupedului. Ea a afirmat: „Rar am văzut pe ecran un patruped mai anost și mai inexpresiv, în ciuda pedigree-ului său pur sânge, de care nu mă îndoiesc. Nimic original în derularea incidentelor ce se pot derula la tot pasul, doar că filmul este scos din sfera banalității de un regizor care știe valoarea faptului mărunt redându-i prospețimea, iar gestului oarecare un sens intim, ascuns. (...) Lumea aventuroasă, aspră și primitivă a eroilor lui Jack London i se potrivește bine regizorului care știm ca optează întotdeauna pentru prieteniile bărbătești destinate să înfrunte temerar vitregiile sorții. Pentru încă o dată privește din perspectiva unui câine, prietenul omului.”
Criticul și istoricul de film Călin Căliman se mărginește să scrie în Istoria filmului românesc (1897–2000) că Mihail, cîine de circ este „un intermezzo adresat micilor spectatori” plasat între două filme „mari”: Nea Mărin miliardar (1979) și Ultima noapte de dragoste (1980).
Criticul Tudor Caranfil a dat filmului o stea din cinci și a făcut următorul comentariu: „Îngrijit de bogata familie Rennandar, lipsit de afecțiunea care i s-ar cuveni, obiect de amuzament, Mihail e un câine trist și solitar până ce, întâmplător, întâlnește pe plajă un steward pe care-l urmează. Ei vor lega o strânsă prietenie, călită într-un lung șir de peripeții peste mări și pe corăbii. Lumea dură, dar francă și bărbătească, a personajelor lui Jack London îl îmbracă bine pe Nicolaescu. Din păcate, dincolo de originalitatea, indusă de scriitor, a privirii din unghiul de vedere al «celui-mai-bun-prieten-al-omului», ea e tradusă, aici, într-un liant epic rudimentar, mai potrivit emisiunilor TV pentru copii. Replică rapel pt. truismul abordării temei și primitivismului dialogurilor: «Câinele e și el o ființă!»”